# Brigada Militar de Río Grande del Sur
La Brigada Militar de Río Grande del Sur (BMRS), o simplemente la Brigada Militar (BM), es la fuerza de seguridad pública que tiene por función el patrullaje y la preservación del orden público en el estado de Río Grande del Sur, Brasil. Jurídicamente, la BMRS es considerada una policía militar de acuerdo con los términos del artículo 42° de la Constitución del país. Los brigadianos, por tanto, son considerados militares del estado de Río Grande del Sur.
Fue fundada el 18 de noviembre de 1837 por el entonces presidente de la provincia de Río Grande, Antonio Elzeário de Miranda e Britto con el nombre de "Fuerza Policial de la Provincia" con sólo 363 efectivos durante la Revolución Farroupilha.